# Oldfieldthomàsids
Els oldfieldthomàsids (Oldfieldthomasiidae) són una família extinta de mamífers de l'ordre dels notoungulats que visqueren a Sud-amèrica des del Paleocè superior fins a l'Eocè superior, fa entre 36 i 57 milions d'anys. Se n'han trobat restes fòssils a l'Argentina, Bolívia, el Brasil i Xile. Són els representants més antics del subordre dels tipoteris. Eren notoungulats relativament petits i generalistes. Estaven dotats de dents canines més aviat petites i incisiviformes. El gènere tipus, Oldfieldthomasia, tenia el cervell més aviat primitiu.